# 中央省 (巴拉圭)
中央省（Central）是巴拉圭的一個省，位於該國西部。面積 2,465平方公里，2002年人口 1,363,399人，為全國人口最多的省份。首府阿雷瓜（1993年7月2日自亞松森遷至）。
下分19縣。
1. ↑  .   [2025-02-04]. （原始内容存档于2024-07-12）.